# 地球外知的生命体探査
地球外知的生命体探査（ちきゅうがいちてきせいめいたいたんさ、英語: Search for Extra Terrestrial Intelligence）とは、地球外知的生命体による宇宙文明を発見するプロジェクトの総称である。頭文字を取ってSETI（セティ、セチ）と称される。アクティブSETI（能動的SETI）に対して、パッシブSETI（受動的SETI）とも呼ばれる。現在世界では多くのSETIプロジェクトが進行している。

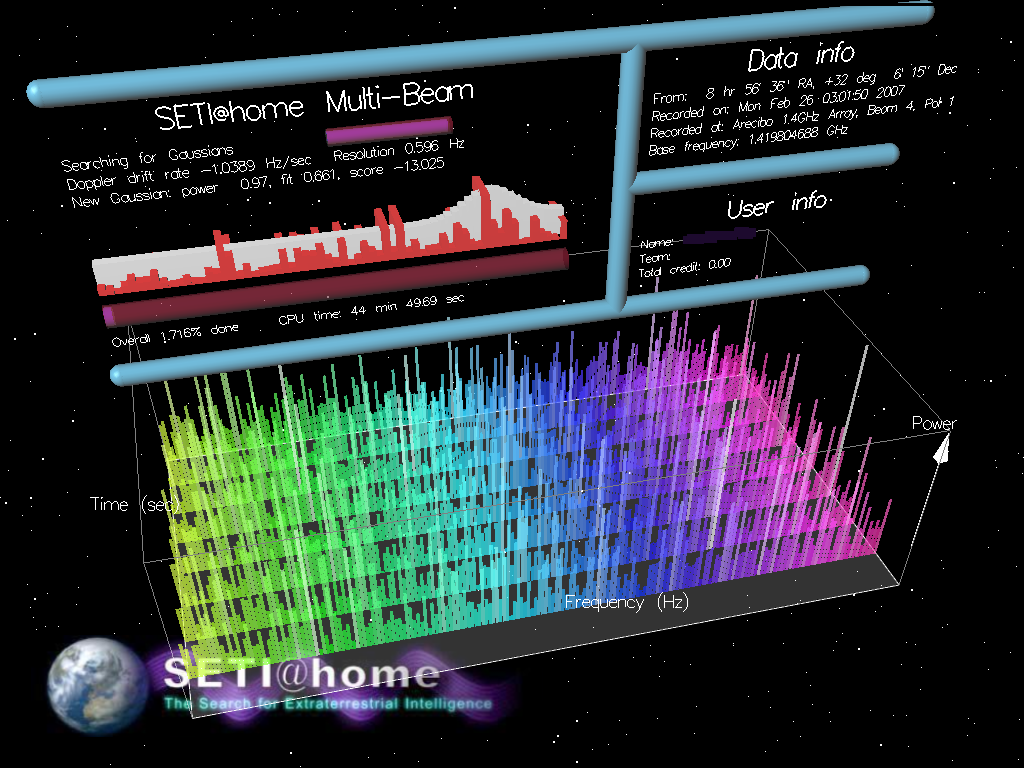
地球外知的生命体探査 (SETI@home) プロジェクトにBOINCクライアントソフトウエアで参加の稼動時のスクリーンセーバーの一例。
(SETI@Home Enhanced 5.27)

## 概要
地球外の文明を地球上から探そうというプロジェクトであり、「SF」と「現実を対象にする自然科学」との接点でもある。
SETIの中で現在最も大規模に行われている方法では、電波望遠鏡で受信した電波を解析し、地球外知的生命から発せられたものがないか探すというもので、この方式のプロジェクトの幾つかでは惑星協会やSETI協会が重要な役割を果たしている。1970年代からは電波のほかに、光学望遠鏡を使って地球の人類と同等以上のテクノロジーを持つ知的生命体ならば発する可能性のある大輝度レーザー光を検出する試み（OSETI、光学的地球外知的生命探査）もなされており、専用望遠鏡も存在する。この他にも、ダイソン球発見を目指し、光学的な観測結果と赤外線望遠鏡による観測結果の比較を行う分野、地球外文明が惑星系の中心星へ核廃棄物を投棄しているという仮定で、その証拠を分光学的に調査する観測、地球外知的生命が地球周囲に探査機を送り込んできていると仮定し、それらが配備されている可能性がある領域の撮影を行い捜索する分野などもある。ガンマ線バーストが地球外知的生命の恒星船の航行による痕跡であるという仮説を検証するため、宇宙探査機で得られたデータが調査されたこともある。
一方で地球から地球外文明に電磁波または「物」でメッセージを送る分野は、アクティブSETI、METI (Messaging to Extra-Terrestrial Intelligence) またはpositive SETI とよばれている。電波によるアクティブSETIは、1974年のアレシボ・メッセージ以降、ウクライナのアンテナから送信された Cosmic Call I, II と Teen Age Message などがある。1983年にスタンフォード大学のアンテナからアルタイルへメッセージが送信されたが、これは日本人による初のアクティブSETI企画である。また宇宙探査機にメッセージを搭載した例としては、パイオニア探査機の金属板が、さらにボイジャーのゴールデンレコードがある。

### 動機
様々な観測や研究が続けられているが、21世紀初頭において明確な地球外文明等の発見には至っていないのが現状である。しかし「地球人類の文明は、宇宙の中でも非常に例外的な存在なのか、それとも必然的に発生した物なのか」とする有史以前より議論されてきた哲学的命題への回答を求める欲求もあるため、今日に於いても多くの人が関心を持つ分野でもあり、その欲求の強さは、下記のSETI@home参加者の多さにも窺い知る事ができる。

### SETIの語源
元々は「CETI」と言い、「地球外知性との交信」(communication with extra-terrestrial intelligence) とオズマ計画で対象となったくじら座τ星のラテン語名 (τ Ceti) をかけたものであったが、後にNASAの学者が「SETI」とスペルを変えて使い始め、意味も「地球外知性の探査」(search for extra-terrestrial intelligence) となった。これは当面行う事は向こうからの電波を受けるだけで、交信では無いという理由によるもの。

## 歴史・主な計画
1959年、科学雑誌『Nature』上にジュゼッペ・コッコーニとフィリップ・モリソンが初めて地球外生命体に言及する論文を発表。その論文で「地球外に文明社会が存在すれば、我々は既にその文明と通信するだけの技術的能力を持っている」と指摘した。またその通信は電波を通して行われるだろうと推論し、当時の学界に衝撃を与え、これを契機として地球外文明の探査が始まった。
1960年、世界初の電波による地球外知的生命体探査であるオズマ計画が行われた。この計画はアメリカの天文学者フランク・ドレイクによって提案されたもので、ウェストバージニア州グリーンバンクにあるアメリカ国立電波天文台の18フィート望遠鏡にて実施された。オズマ計画では生命を宿すような惑星を持つのに相応しい大きさの恒星のうち、地球から近いものとして2つの恒星を選びこれを対象とした。選ばれたのはくじら座τ星（12光年）およびエリダヌス座ε星（11光年）である。ドレイクらはこれらの星に電波望遠鏡を向け、1,420MHzの電波（宇宙でもっとも多く存在する水素の出す電波）で地球に向けて呼びかけの信号が送られていないかどうかを調べた。電波は30日間（実際に受信を試みたのは150時間）にわたり観測されたが、文明の痕跡とみなされる信号は得られなかった。フランク・ドレイクは銀河系内にどれだけの知的文明が存在するか見積もるドレイクの方程式を提唱したことでも知られている。なお、「オズマ」の名はライマン・フランク・ボームの『オズの魔法使い』シリーズの主要登場人物で、作者がオズマ姫が住むオズの国と無線通信を試みたという話に由来している。
1971年には1,000基の電波望遠鏡を連携させることで、地球外からの電波信号探査を行うという「サイクロプス計画」（サイクロプスとはギリシャ神話に登場する一つ目の巨人である）がNASAによって計画されたが、資金の目処が立たず頓挫した。
1977年にはオハイオ州立大学のビッグイヤーによって、いて座の方向から「Wow! シグナル」の通称で知られる強い電波が受信された。有意信号の可能性が指摘されたが、その後の観測では同様の電波は受信されていない。
オズマ計画以降、OZAP、MANIA（旧ソビエト〜ロシアのOSETI）、セレンディップ計画、SUITCASE SETI、SENTINEL、BETA、カール・セーガンも参画したMETA、フェニックス計画など21世紀初頭までに約100のプロジェクトが、アメリカを中心に各国で実施されている。2007年からは、SETI研究所のアレン・テレスコープ・アレイ (ATA) による観測が行われている。2010年には、オズマ計画50周年記念・世界合同SETI、ドロシー計画が実施された。

## 日本人によるSETI観測

### 電波観測
- 1999年12月、九州東海大学藤下光身研究室、名古屋大学太陽地球環境研究所（木曽観測施設と富士観測所）のアンテナ、ポルックス（日本初の電波SETI[9][10]）。
- 2001年6月、白井俊道他、アメリカ国立電波天文台超大型干渉電波望遠鏡群 (VLA)、惑星保有太陽型星[11][12]。
- 2005年3月、九州東海大学藤下研究室他、国立天文台水沢観測所10mアンテナ、「Wow! シグナル」領域、部分的ダイソン球候補天体等（一部兵庫県立西はりま天文台2mなゆた望遠鏡と同時観測）[10][13]。
- 2009年2月、西はりま天文台の鳴沢真也、和歌山大学／みさと天文台8m電波望遠鏡、いて座領域（「Wow! シグナル」領域）。
- 2009年11月、さざんか計画。西はりま天文台の鳴沢真也が中心となり、8箇所の電波観測施設、24箇所の天文台を動員して、電波観測と光学観測（悪天候のため一部のみ実施）を行う全国同時SETI観測、カシオペヤ座領域の一部[14]。
- 2010年11月、オズマ計画50周年記念・世界合同SETI（ドロシー計画）、鳴沢真也がプロジェクト・リーダーで日本からは山口大学、東海大学、高橋無線局が参加。

### 赤外線観測
- 1991年12月、寿岳潤と野口邦男、宇宙科学研究所赤外線望遠鏡、部分的ダイソン球探査、太陽型星（日本初のSETI観測）。
- 1992年10月及び1993年10月。野口邦男、北京天文台興隆観測所赤外線望遠鏡、部分的ダイソン球探査、太陽型星[15]。

### 可視光観測
- 2005年11月〜継続中、鳴沢真也、兵庫県立西はりま天文台2mなゆた望遠鏡、ハイパワーレーザー光線検出を目的とした分光学SETI、ハビタブルゾーン内惑星保有星等（日本初のOSETI観測）[16][17]。

### 将来計画
- 兵庫県立西はりま天文台の鳴沢真也がアメリカのSETI研究所に日米同時観測の提案を行った。これは、上記ドロシー計画として2010年11月に実現した。

## SETI@home
プロジェクトのうち一つは、SETI@home（セティ・アット・ホーム）と呼ばれる。これは、プエルトリコのアレシボ天文台によって収集された宇宙から届く電波を解析し、人為的に発信されたと思われる信号を検出することによって行われる。
この情報処理は非常に膨大な計算量を必要とするため、プロジェクトと同名のSETI@homeと呼ばれる無償の解析クライアントソフトウェアを配布することで分散コンピューティングによって計算能力を確保した。
1999年5月に始まったこの試みは、予想をはるかに上回る支持を得て2009年6月現在で約600TFLOPSという途方もない計算能力を誇っている。ちなみに、BOINC移行前の2004年1月の時点では約63TFLOPSであった。これは、ボランティアによる分散コンピューティングへの参加という試みにおいて先駆的な事例となった。
2003年2月までにうお座とおうし座の間の方角にあるSHGb02+14aと呼ばれる電波源から、周波数1,420MHzの信号が3回受信され、現在は消えている、という観測結果を確認したと報道されたが、SETI研究所は、これが地球外知的生命体より発信された可能性はほとんどない、とコメントしている。
2004年6月に分散コンピューティングのためのソフトウェアであるBOINCをプラットフォームとし、新たなプロジェクトとして開始した。これにより、初代SETI@home（SETI@home クラシック）からの移行が進められ、2005年12月15日にSETI@home クラシックの運用は停止された。
2020年3月31日、分散コンピューティングによる作業が休止になり、それ以降は集められたデータの解析作業に注力すると発表されている。

## 発見時のガイドライン
電磁波などにより地球外知的生命を発見した場合のために、国際宇宙飛行学会 (IAA) のSETI分科会が「地球外知的生命の発見後の活動に関する諸原則についての宣言」を採択している。以下はその抄訳である。なお以下は1989年に採択された旧バージョンであり、2010年に改訂版が採択された。
1. 地球外知的生命からの信号などを発見した場合には、発見者は一般に公表する前にそれが自然現象および人類が関与した現象で無いか検証を行うべきである。地球外知的生命の存在と確認できない場合には、発見者は未知の現象として適切に公表してよい。
2. 一般に公開される前に、発見者は独立した観測によって発見が確認され、さらに連続したモニタリングが可能なネットワークが確立できるように、この宣言に関連しているすべての観測者・研究機関に速やかに通報せねばならない。関係者はそれが信頼できる証拠であると判明するまで、公開してはならない。また発見者はその者が属する国家の関連する機関に通報すべきである。
3. 証拠が確実であることが判明し、このプロトコルに参加した関係者に通報した後、発見者は国際天文学連合 (IAU) の天文電報中央局 (CBAT) を通じて全世界の観測者に通報すべきである。宇宙条約に従い国連事務総長にも通報すべきである。また関係する国際機関にもデータと情報を供与すべきである。
4. 確証が得られた発見は、科学界および一般のメディアに迅速に隠すことなく公開されなければならない。発見者は最初の発表の権利を持つ。
5. 発見の確認についての総てのデータは、世界中の科学者が利用できるようにされる。
6. 発見は引き続き継続されて観測される。そのデータは将来の解析にも役立てることができるように恒久的に、可能な限り記録され、保存される。
7. 発見の事例が電磁波による物であった場合はその周波数帯を保護するよう国際電気通信連合に求めるべきである。
8. 国際協議が行われて合意ができるまで相手に対しては何の応答も行わない。
9. 国際宇宙飛行学会 (IAA) のSETI委員会はIAU51委員会と協力して発見後のデータの処理方法について引き続き検討する。発見後は科学者と他の分野の専門家からなる国際委員会が設けられる。

ただし、日本においては「関連する国家の機関」が定められていないため、2007年11月3〜4日に兵庫県立西はりま天文台で開催されたSETI研究会の討論会にて話し合いが行なわれた。この研究会でプロトコル検討ワーキング・グループが発足し、現在「関連する国家機関」について議論がなされた。なお2010年に採択された新宣言では、「関連する国家機関への通報」の文章は削除されている。